# 11. stoljeće pr. Kr.
◄ | 3. tisućljeće pr. Kr. | 2. tisućljeće pr. Kr. | 1. tisućljeće pr. Kr. | ►
◄ | 13. stoljeće pr. Kr. | 12. stoljeće pr. Kr. | 11. stoljeće pr. Kr. |10. stoljeće pr. Kr. | 9. stoljeće pr. Kr. | ►
1090-ih pr. Kr. | 1080-ih pr. Kr. | 1070-ih pr. Kr. | 1060-ih pr. Kr. | 1050-ih pr. Kr. | 1040-ih pr. Kr. | 1030-ih pr. Kr. | 1020-ih pr. Kr. | 1010-ih pr. Kr. | 1000-ih pr. Kr.
11. stoljeće pr. Kr. je je razdoblje koje je trajalo od 1100. pr. Kr. do 1001. pr. Kr..

## Glavni događaji i razvoji
- 1099. – 1066. Ramzes XI., egipatski faraon, građanski rat, kraj 20. dinastije
- Od oko 1050./1025. pojavljuje se protogeometrijska keramika u Grčkoj i smjenjuje kasno-mikensku. Time počinje geometrijsko razdoblje.
- počinje "jonska kolonizacija" pri čemu, prema predaji, 1053. osnivaju Milet.
- Fenički moreplovci posjećuju Fuerteventuru i Lanzarote.
- Feničani naseljavaju južnu obalu Španjolske (Cádiz).

## Osobe
- U to vrijeme živi biblijski prorok Samuel
- Asur Nazirpal I.
- Ramzes XI.

## Izumi i otkrića
- oko 1100. - prvi kineski kompas
- U vrijeme dinastije Šang u Kini (oko 1600. do 1045. pr. Kr.) urezuju se prvi znakovi (preteča pisma) u kosti.

## Vanjske poveznice
|  | Zajednički poslužitelj ima još gradiva o temi 11. stoljeće pr. Kr. |